# Store Norske Spitsbergen Kulkompani
Store Norske Spitsbergen Kulkompani (SNSK), o simplement Store Norske, és una companyia de Noruega dedicada a la mineria del carbó amb seu a l'arxipèlag àrtic de Svalbard. Es va formar el 1916, després de la compra noruega de la companyia nord-americana Arctic Coal Company (ACC).
Aquesta companyia noruega té 360 empleats i opera en dues mines. La més gran de les mines es troba a Sveagruva a uns 60 km al sud de Longyearbyen. La mina Svea Nord produeix cada any unes 2 milions de tones de carbó bituminós. D'aquests una tercera part es ven amb finalitats metal·lúrgiques. El director de Store Norske Spitsbergen Kulkompani és Per Andersson.

## Anteriors caps executius de la companyia
- Einar Sverdrup
- Robert Hermansen[1]